# Mitプライムニュース
『mitプライムニュース』（ミットプライムニュース）は、岩手めんこいテレビ（mit）で2018年4月2日から2019年3月31日まで放送された夕方の岩手県向けローカルワイドニュース番組。

## 番組概要
キー局・フジテレビが『プライムニュース イブニング』をスタートさせることに伴い、『mitみんなのニュース』の後継番組として放送開始。
「みんなのニュース」同様、フジテレビに合わせて改題したものの、ローカル部分は前番組と大きな変化はなく、キャスターはそのまま続投。ただし曜日別特集はリニューアルされていた。
グルメスポットなど、柔らかい話題を多く取り入れた構成としていた。また、番組開始と同じ時期に渡米した大谷翔平（奥州市出身、ロサンゼルス・エンゼルス）に関する報道には特に力を入れていた。
番組開始以降、画面左上に時刻表示を独自に表示。また1ヶ月後の5月から番組終了までは、全国ネット部分に限り、画面左側（フジテレビが「インフォドック」を表示する部分）に、県内の詳細な天気予報を表示していた。
6月ごろからは、キャスターが立ってパネルを自ら操作し、ニュースを解説する演出もはじめていた。
土・日曜は「FNNプライムニュース イブニング」として放送され、後半でローカルニュースを挿入していた。
タイトルロゴのカラーリングは下記の通りとなっていた。
- PRIMEmitプライムニュース
上の段に『PRIME』、下の段に『mit（局ロゴ） プライムニュース』と表記。

## 放送時間
- 平日（月曜 - 金曜）：17:53 - 19:00
  - 県内ニュースは18:14 - 18:50
  - 16:50 - 17:53は「プライムニュース イブニング」のタイトルで全編東京から放送。
- 土曜・日曜：17:30 - 18:00

## 平日の構成
- 17:53 - 全国ニュース  (フジテレビ発)
- 18:14 - 県内ニュース、特集、天気予報
  - 「みんなのニュース」から引き続き、オープニングは県内の幼稚園・保育園児がタイトルコールを行っている（一週間通し）。
- 18:50.30 - 全国ニュース（フジテレビ発）

### 特集
- 月曜日 - 「Mスポ」 - 県内のスポーツ情報
- 火曜日 - 「おいしい火曜日」
- 水曜日 - 「プライム特集」
- 木曜日 - 「響け!復興の槌音」「市場調査隊」
- 金曜日 - 「週末ぷち旅」

## 終了時点の出演者
全員、岩手めんこいテレビのアナウンサー（＊除く、米澤は当時）

### 平日版
- 高橋裕二 - キャスター（不定期に井上智晶が代役として担当）
- 米澤かおり - キャスター[2]
- 住本結花 - 天気予報／月・火曜（2018年10月 - ）
- 吉田裕美＊（気象予報士） - 同上／水 - 金曜

### 週末版
- シフト勤務

## 過去の出演者
- 石橋美希 - 天気予報／月・火曜（ - 2018年9月）

## mit歴代の夕方ニュース
| 期間      | 期間      | 平日                | 週末                         |
| --------- | --------- | ------------------- | ---------------------------- |
| 1991.4.1  | 1997.3.30 | mitスーパータイム   | mitスーパータイム            |
| 1997.3.31 | 1998.3.29 | mitザ・ヒューマン   | mitザ・ヒューマン            |
| 1998.3.30 | 2001.4.1  | mitスーパーニュース | mitスーパーニュース          |
| 2001.4.2  | 2015.3.29 | mitスーパーニュース | FNNスーパーニュースWEEKEND   |
| 2015.3.30 | 2018.4.1  | mitみんなのニュース | FNN みんなのニュース Weekend |
| 2018.4.2  | 2019.3.31 | mitプライムニュース | プライムニュース イブニング  |
| 2019.4.1  | 2020.9.27 | mit Live News       | Live News it!                |
| 2020.9.28 | 現在      | mit Live News       | Live News イット!            |